# Elecciones estatales de Tabasco de 2012
Las Elecciones estatales de Tabasco de 2012 se llevaron a cabo el domingo 1 de julio de 2012, y en ellas fueron renovados los titulares de los siguientes cargos de elección popular del estado mexicano de Tabasco:
- Gobernador de Tabasco. Titular del Poder Ejecutivo del estado, electo para un periodo de seis años no reelegibles en ningún caso, el candidato electo fue Arturo Núñez Jiménez de la coalición Movimiento Progresista por Tabasco.
- 35 diputados del Congreso del Estado. 21 electos por mayoría relativa elegidos en cada uno de los Distritos electorales, y 14 electos por el principio de representación proporcional.
- 17 ayuntamientos. Formados por un presidente municipal y un grupo de regidores, electos para un periodo de tres años, no reelegibles de manera consecutiva.

## Resultados electorales

### Resultados Federales: Presidente
|  | 59.30 % |

|  | 31.76 % |

|  | 5.96 % |

|  | 0.53 % |

|  | 0.01 % |

|  | 2.44 % |

|  | 100.00 % |

### Ayuntamientos
| Partido/Alianza | Partido/Alianza                                  | Número de municipios | Municipios |
| --------------- | ------------------------------------------------ | -------------------- | --- |
|                 | Partido Acción Nacional                          | 0                    | Ninguno |
|                 | Compromiso por Tabasco (PRI, PVEM, PANAL)        | 7                    | Balancán, Emiliano Zapata, Jalapa, Jonuta, Paraíso, Teapa y Tenosique                                           |
|                 | Movimiento Progresista por Tabasco (PRD, PT, MC) | 10                   | Cárdenas, Centla, Centro, Comalcalco, Cunduacán, Huimanguillo, Jalpa de Méndez, Macuspana, Nacajuca y Tacotalpa |

#### Ayuntamiento de Centro (Villahermosa)
|  | 3.79 % |

|  | 42.98 % |

|  | 51.01 % |

|  | 0.04 % |

|  | 2.18 % |

|  | 100.00 % |

#### Ayuntamiento de Cárdenas
|  | 3.06 % |

|  | 42.10 % |

|  | 52.44 % |

|  | 0.03 % |

|  | 2.37 % |

|  | 100.00 % |

#### Ayuntamiento de Comalcalco
|  | 1.72 % |

|  | 34.07 % |

|  | 62.49 % |

|  | 0.01 % |

|  | 1.72 % |

|  | 100.00 % |

#### Ayuntamiento de Macuspana
|  | 5.84 % |

|  | 34.45 % |

|  | 57.07 % |

|  | 0.02 % |

|  | 2.62 % |

|  | 100.00 % |

#### Ayuntamiento de Cunduacán
|  | 4.53 % |

|  | 40.58 % |

|  | 52.09 % |

|  | 0.01 % |

|  | 2.79 % |

|  | 100.00 % |

### Diputaciones
| Partido/Alianza                         | Partido/Alianza                      | Mayoría relativa | Representación proporcional | Total |
| --------------------------------------- | ------------------------------------ | ---------------- | --------------------------- | ----- |
|                                         | Partido Acción Nacional              | 0                | 1                           | 1     |
|                                         | Partido Revolucionario Institucional | 3                | 6                           | 9     |
|                                         | Partido de la Revolución Democrática | 16               | 3                           | 19    |
|                                         | Partido del Trabajo                  | 1                | 1                           | 2     |
|                                         | Partido Verde Ecologista de México   | 0                | 1                           | 1     |
|                                         | Movimiento Ciudadano                 | 0                | 1                           | 1     |
|                                         | Nueva Alianza                        | 0                | 1                           | 1     |
|                                         | Total                                | 21               | 14                          | 35    |
| Fuente: Congreso del Estado de Tabasco. |                                      |                  |                             |       |

## Elecciones internas de los partidos políticos

### Partido Revolucionario Institucional
El 5 de diciembre de 2011 renunció a la secretaria de Salud del estado Luis Felipe Graham Zapata, para buscar ser candidato del PRI a la gubernatura.

### Partido de la Revolución Democrática
Para definir a su candidato, el PRD llevó a cabo una serie de encuestas entre sus aspirantes Óscar Cantón Zetina, Adán Augusto López Hernández y Arturo Núñez Jiménez, el 16 de diciembre de 2011 se anunció que el mejor posicionado era Arturo Núñez, quien en consecuencia recibió el respaldo de los dos restantes, el día anterior, 15 de diciembre, Arturo Núñez había solicitado licencia indefinida como senador para buscar la candidatura.
El 4 de marzo de 2012 el consejo estatal del PRD en Tabasco eligió formalmente a Arturo Núñez Jiménez como su candidato a gobernador, prestando la correspondiente protesta ante él.